# Амфитеатр в Дурресе
Амфитеатр в Дурресе (алб. Amfiteatri i Durrësit) — римский амфитеатр, расположенный в современном городе Дуррес в Албании. Построенный в начале I, по другим данным в II веке, амфитеатр является одним из крупнейших памятников античного периода в Албании и Балканском регионе. Памятник находится под охраной албанского Института памятников культуры.

## Описание
Амфитеатр расположен в центре Дурреса в 350 метрах от побережья Адриатического моря. Он имеет форму эллипса длиной 132,4, шириной 113,2 и высотой 20 м с параметрами арены 61,4 на 42,2 м. Западная часть памятника опирается на склон холма, восточная размещена на равнине. Амфитеатр мог разместить на своих трибунах 15-20 тысяч зрителей.
В стенах амфитеатра размещены арки, в которых содержались животные для участия в боях гладиаторов, в одной из таких арок была устроена часовня, где сохранились старинные христианские мозаики. Трибуны амфитеатра были покрыты белой глиной.

## История
Амфитеатр в Дурресе был построен в I или II веке. До V века его использовали по прямому назначению: на нем проходили гладиаторские бои. Причины прекращения функционирования амфитеатра остаются неизвестными, однако, по предположению исследователей, это могло произойти из-за землетрясений 345—346 годов или приказа византийского императора Феодосия Великого о закрытии всех языческих центров 391 года.
Примерно с V века амфитеатр стал использоваться для христианских нужд. В VI веке в одной из галерей амфитеатра была построена часовня в честь первого христианского епископа и мученика святого Астия.
Амфитеатр был найден в начале XX века. В 1966 году начались целенаправленные раскопки и исследования амфитеатра. 1996 года амфитеатр в Дурресе был внесён в предварительный список объектов Всемирного наследия ЮНЕСКО в Албании.

## Проблемы
Амфитеатр находится под постоянным воздействием процессов выветривания и вымывания сточными водами, кроме того, подвергается разрушению вследствие строек на прилегающей территории. В 2004 году Институтом памятников культуры и Университетом Пармы было заключено соглашение о реставрации и сохранении сооружения, согласно которому амфитеатр планируется использовать как арену для культурных мероприятий, а местная власть обязалась создать надлежащую инфраструктуру вокруг памятника. Институт памятников культуры совместно с муниципалитетом Дурреса выделил на реконструкцию 40 миллионов леков(35 000 долларов) .
В 2013 году Europa Nostra внесла амфитеатр в перечень семи европейских памятников культуры, которые находятся под наибольшей угрозой исчезновения.